# Solva illustris
Solva illustris är en tvåvingeart som beskrevs av Frey 1960. Solva illustris ingår i släktet Solva och familjen lövträdsflugor.
Artens utbredningsområde är Myanmar. Inga underarter finns listade i Catalogue of Life.